# Protoopalina hylarum
Espèce
Synonymes
- Opalina hylarum Raff, 1911 (protonyme)

Protoopalina hylarum est une espèce d'opalines parasite d'amphibiens.

## Hôtes
Cette opaline a été décrite chez la rainette Dryopsophus aureus, mais a aussi été rapportée chez le Crapaud buffle (Rhinella marina).